# Zimní stadion Eden
Zimní stadion Eden je sportovní stadion, který se nachází v pražských Vršovicích na ulici Vladivostocká na Praze 10 v oblasti takzvaného Edenu. Své domácí zápasy zde odehrává klub ledního hokeje HC Slavia Praha. Jeho kapacita dosahuje 4 000 diváků. Stadion byl vybudován v roce 1975. Jeho autory jsou architekti Cyril Mandel a Vladimír Syrovátka a odborník na ocelové konstrukce Ing. Alois Sehnal.
Tento stadion zažil nejlepší hokejová léta v roce 1993/94, kdy se Slavia probojovala do české nejlepší soutěže ČR v ledním hokeji. Na tomto stadionu se také slavil historicky první titul, který zde hráči Slavie získali v roce 2002/03. Extraliga se zde hrála do roku 2004, než generální manažer a trenér týmu HC Slavia Praha rozhodl, že se Slavia přestěhuje do nově postavené Sazka Arény (O2 Arena). V ní pak hrála do konce sezóny 2014/15. Od sezóny 2015/16, zde na Zimním stadionu Eden hraje HC Slavia Praha své domácí zápasy Chance Ligy (druhá nejvyšší soutěž). V Edenu nadále působí všechny kategorie a sídlí zde i vedení klubu. V roce 2007 se zde konal výroční koncert ke 25 letům nejznámější české metalové kapely Arakain.

## Galerie

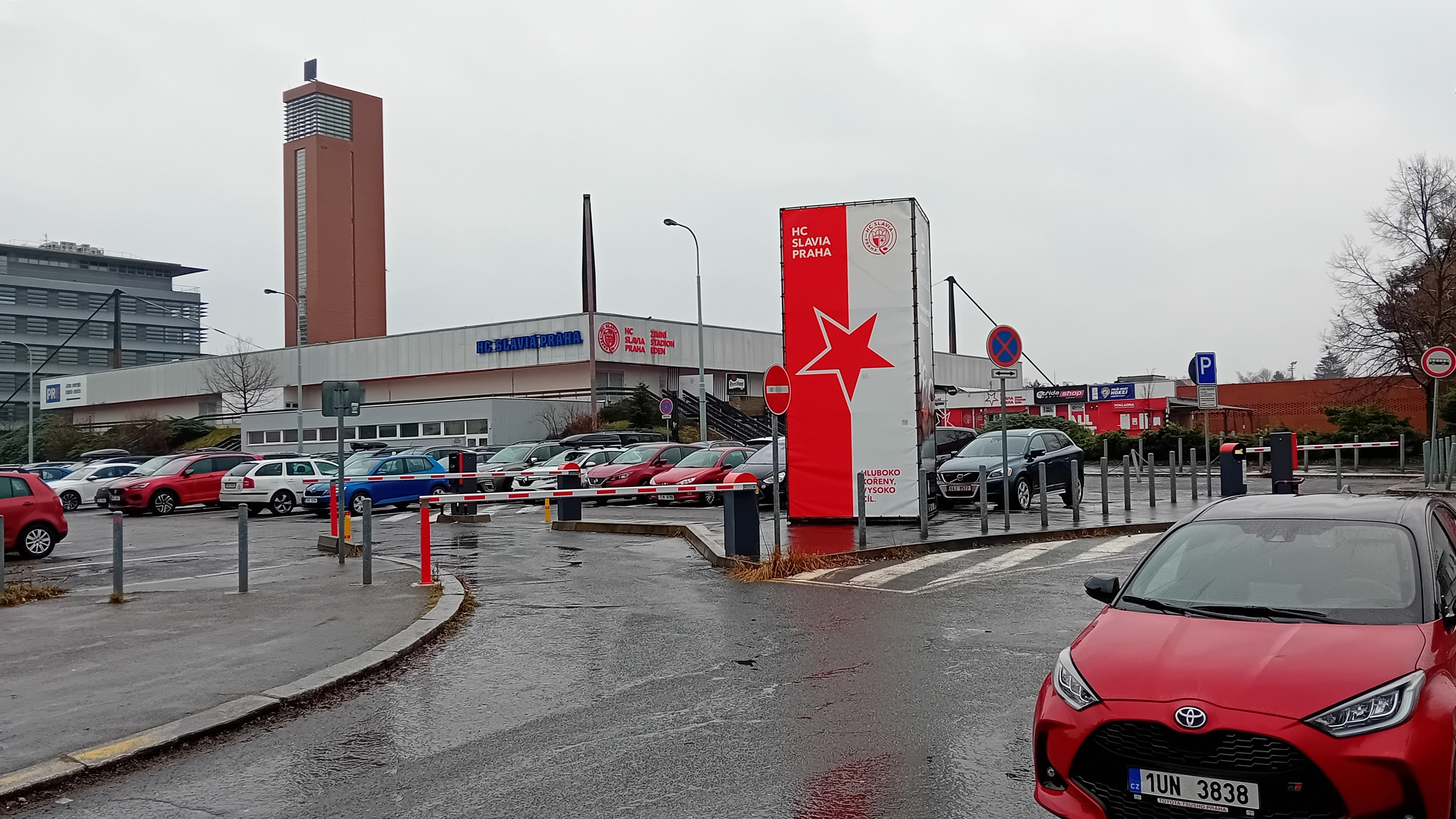
Exteriér stadionu Eden, 2024
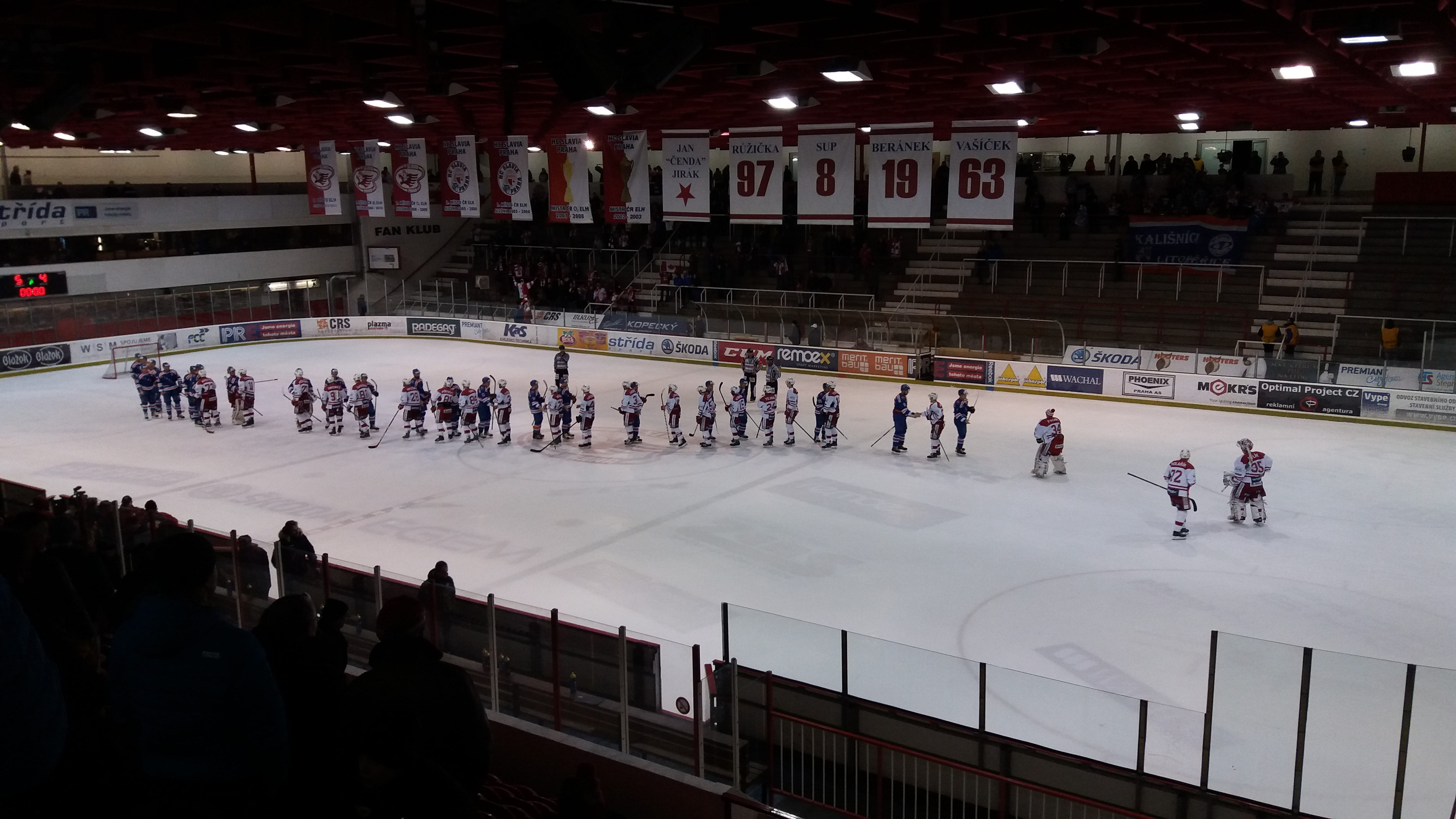
Závěr zápasu HC Slavia Praha proti HC Stadion Litoměřice, 2016
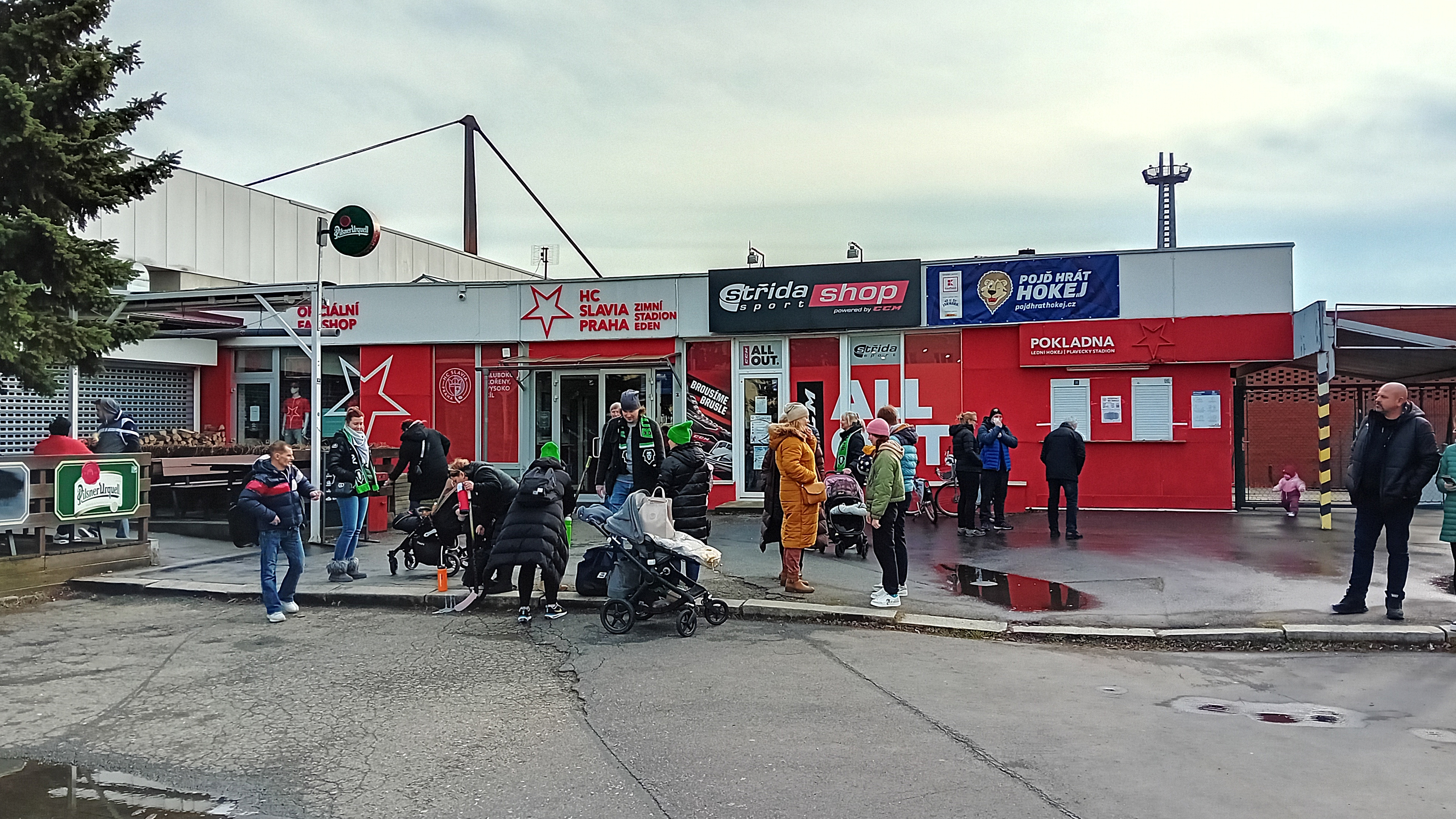
Vstup do stadionu Eden
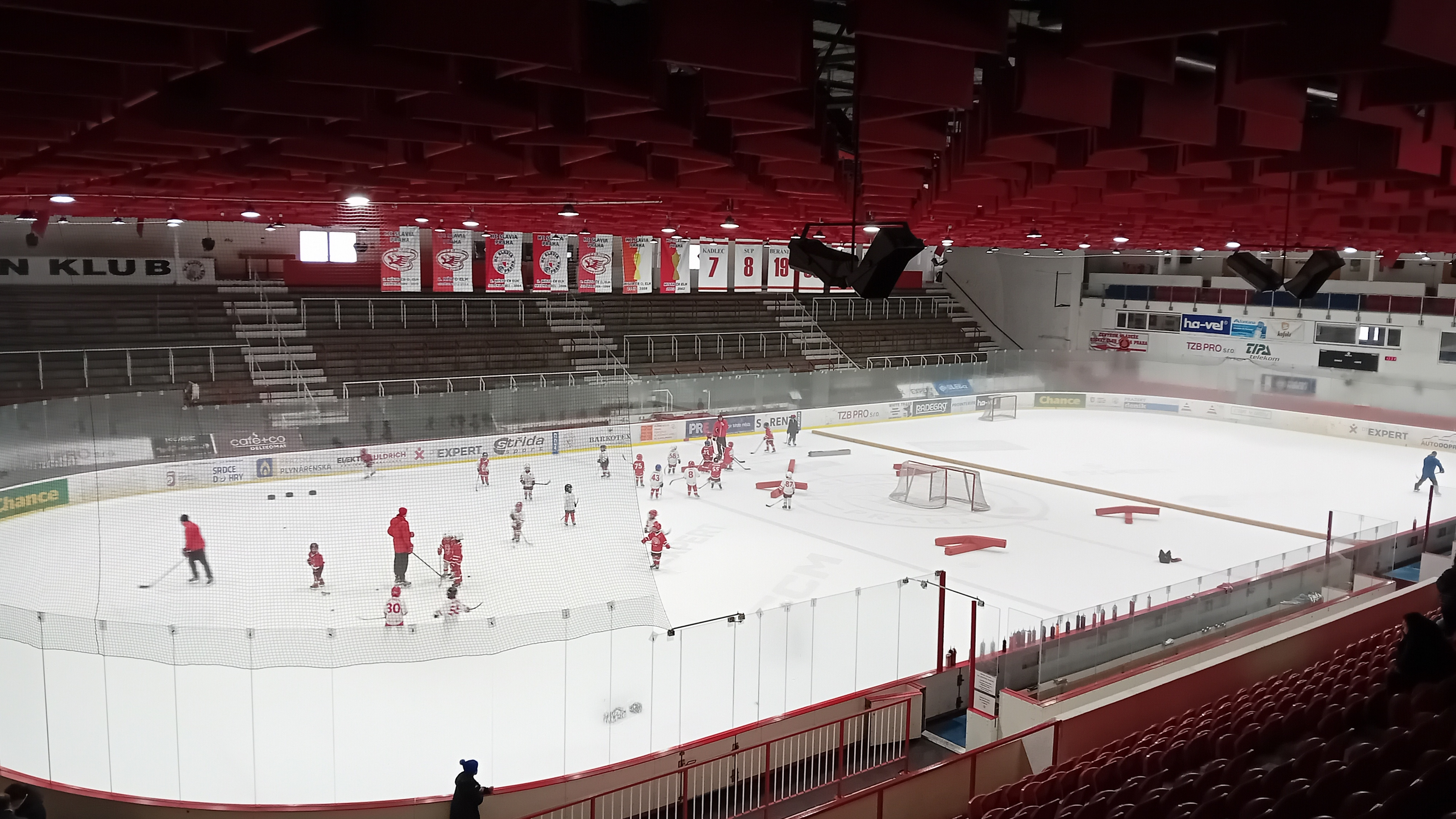
Interiér stadionu (2024)